# سکهو
سکهو (به انگلیسی: Sukho) یک منطقهٔ مسکونی در پاکستان است که در ناحیه راولپندی واقع شده‌است. سکهو ۳۵٬۰۰۰ نفر جمعیت دارد.